# Thomasomys rosalinda
Thomasomys rosalinda es una especie de roedor de la familia Cricetidae.

## Distribución geográfica
Se encuentra solo en Perú.